# Utena la fillette révolutionnaire
(Motto del consiglio studentesco dell'Accademia Ōtori, tratto da Demian di Hermann Hesse)
Utena la fillette révolutionnaire (少女革命ウテナ?, Shōjo kakumei Utena, lett. "La ragazza rivoluzionaria Utena") è un progetto multimediale del gruppo di artisti giapponesi Be-Papas composto da due manga, un anime, un film d'animazione, un musical teatrale ed un videogioco per Sega Saturn. L'opera è iniziata nel 1996 con il fumetto a episodi, è proseguita nel 1997 con la serie televisiva animata (nota in Italia come La rivoluzione di Utena) e si è conclusa nel 1999 con il film cinematografico Apocalisse Adolescenziale e il manga one-shot collegato. Secondo alcuni, una fonte d'ispirazione di Utena è rappresentata dal lavoro di Riyoko Ikeda Lady Oscar (Versailles no bara).
Il significato letterale del titolo è Utena la ragazza rivoluzionaria o Utena la ragazza della rivoluzione; in Italia le quattro opere importate (i due fumetti e le due animazioni) sono state distribuite da tre editori diversi (Star Comics, Yamato Video e Dynit), che hanno alternato titoli differenti, ma sempre aderenti al significato originale.
Uno degli aspetti più peculiari della saga di Utena sta nel fatto che sebbene manga, anime, videogame e musical siano stati creati all'incirca durante lo stesso periodo, le storie narrate sui vari media procedono verso direzioni differenti pur essendo molto simili: si tratta di uno dei primissimi esempi di complementarità dei media, in cui la stessa storia è narrata in maniera leggermente differente da format a format (ognuno con dettagli in più o in meno rispetto alle altre versioni), cosicché una visione completa e globale dell'opera è possibile solo una volta fruite tutte le parti di cui è composta. Questa diversificazione da medium a medium verrà ripresa ed ulteriormente sviluppata pochi anni dopo nel franchise multimediale .hack.

## Trama
Utena Tenjō è un vero e proprio maschiaccio che durante la sua infanzia, dopo aver perso i genitori, rimase a tal punto impressionata dall'incontro con un misterioso principe da voler diventare un principe lei stessa. Come pegno della promessa di ritrovarla, quel principe regalò ad Utena un anello con su incisa una rosa.
Utena frequenta l'Accademia Ōtori, un luogo imprecisato nello spazio e nel tempo, dove un giorno incontra una ragazza di nome Anthy Himemiya, maltrattata da un ragazzo - Kyōichi Saionji - che in principio la stessa Utena credeva fosse il suo fidanzato. Spinta dal suo carattere sempre pronto a difendere i più deboli, Utena interviene a favore di Anthy nel tentativo di proteggerla e si ritrova così coinvolta, suo malgrado, in una serie di eventi sui quali non ha alcun controllo e che, probabilmente, sono da ritenersi predestinati.
Infatti, Anthy è la Sposa della Rosa e quando Utena combatte e vince Saionji in duello, pur senza saperlo si ritrova inevitabilmente legata alla giovane ragazza, che viene di volta in volta "vinta" attraverso una serie di duelli, cui possono accedere solo alcuni selezionatissimi membri dell'Accademia, secondo un programma occulto stabilito dal misterioso 'Confine del Mondo', un'entità che fornisce istruzioni al Consiglio degli Studenti, il circolo dei duellanti. Ciascuno di essi è identificato da un anello recante il simbolo della rosa, proprio come quello ricevuto in dono da Utena quando era piccola, e solo grazie al quale la stessa Utena viene ammessa a duellare.
Dal momento in cui le vite di Anthy e di Utena si uniscono a seguito del primo duello, tutta una serie di reazioni a catena ha luogo nella scuola. Infatti, Anthy è la prescelta e chi l'avrà come sposa al termine degli archi dei duelli otterrà il potere di portare la 'Rivoluzione nel Mondo'. Sono così in molti a desiderare questo potere, al punto da sfidare costantemente Utena nel tentativo di riacquisire il controllo sulla Sposa della Rosa.

## Personaggi

### Protagonisti

Utena e Anthy

Utena Tenjō (天上 ウテナ?, Tenjō Utena)
Doppiata da: Tomoko Kawakami (ed. giapponese), Emanuela Pacotto (serie TV) e Barbara De Bortoli (film) (ed. italiana)
È la "maschiaccio" protagonista della serie. Coraggiosa e spesso ingenua, ha un carattere leale e forte e vive nel tentativo di emulare la figura idealizzata del principe che incontrò durante la sua infanzia. Il colore della sua rosa è il bianco.
Anthy Himemiya (姫宮 アンシー?, Himemiya Anshī)
Doppiata da: Yuriko Fuchizaki (ed. giapponese), Donatella Fanfani (serie TV) e Ilaria Latini (film) (ed. italiana)
Ragazza misteriosa, è in realtà la mitica Sposa della Rosa. Sempre elegante ed attenta all'etichetta, Anthy è posata, riflessiva e dotata di una fervida intelligenza. Ciononostante, possiede un carattere remissivo che è spesso causa di contrasto con Utena, che la vorrebbe invece libera e più indipendente.
Akio Ōtori (鳳 暁生?, Ōtori Akio)
Doppiato da: Jūrōta Kosugi (serie TV) e Mitsuhiro Oikawa (film) (ed. giapponese), Claudio Moneta (serie TV) e Roberto Chevalier (film) (ed. italiana)
È il fratello maggiore di Anthy, e sostituto del preside dell'Accademia. A partire dalla seconda parte dell'anime, assurge ad un ruolo via via sempre più importante. Il suo nome di battesimo deriva dalla forma giapponese del nome Venere, la Stella del Mattino, spesso identificata con Lucifero.

### Consiglio degli Studenti
Tōga Kiryū (桐生 冬芽?, Kiryū Tōga)
Doppiato da: Takehito Koyasu (ed. giapponese), Patrizio Prata (serie TV) e Francesco Prando (film) (ed. italiana)
È il presidente del Consiglio degli Studenti. Arrogante ed affascinante ragazzo consumato dal desiderio di potere, non si farà scrupoli nel cercare di conquistare la Sposa della Rosa per i suoi fini. Il colore della sua rosa è il rosso.
Juri Arisugawa (有栖川 樹璃?, Arisugawa Juri)
Doppiata da: Kotono Mitsuishi (ed. giapponese), Loredana Nicosia (serie TV) e Chiara Colizzi (film) (ed. italiana)
È il capitano del club di scherma dell'accademia, oltre ad essere una delle studentesse più rispettate dall'intero corpo studentesco. In ogni caso, dietro le sue maniere dure e schiette, si nasconde un animo evidentemente vulnerabile, soprattutto alla giovane Shiori, di cui Juri è segretamente innamorata. Il colore della sua rosa è l'arancione.
Miki Kaoru (薫 幹?, Kaoru Miki)
Doppiato da: Aya Hisakawa (ed. giapponese), Davide Garbolino (serie TV) e Marco Vivio (film) (ed. italiana)
È uno dei più talentuosi studenti dell'accademia, oltre ad essere uno dei membri del Consiglio degli Studenti e pianista di grande successo. Nonostante il suo ruolo di duellante, e il suo innamoramento per Anthy, stringe un saldo rapporto d'amicizia con Utena. Il colore della sua rosa è l'azzurro.
Kyōichi Saionji (西園寺 莢一?, Saionji Kyōichi)
Doppiato da: Takeshi Kusao (ed. giapponese), Marco Balzarotti (serie TV) e Sandro Acerbo (film) (ed. italiana)
È il vicepresidente del Consiglio degli Studenti, oltre che miglior amico di Tōga e capitano del club di kendō. Egoista, spesso vittima del suo carattere propenso all'ira, a volte crudele, è estremamente possessivo nei confronti di Anthy, di cui è innamorato. Il colore della sua rosa è il verde.
Nanami Kiryū (桐生 七実?, Kiryū Nanami)
Doppiata da: Yuri Shiratori (ed. giapponese), Federica Valenti (ed. italiana)
È la sorella adottiva di Tōga. Particolarmente snob, è circondata da uno stuolo di ammiratori e “dame di compagnia” che usa per i suoi scopi, spesso ai limiti del lecito. Da sempre innamorata del fratello, cercherà di fare il possibile per distogliere le sue attenzioni da Utena. Il colore della sua rosa è il giallo.
Ruka Tsuchiya (土谷 瑠果?, Tsuchiya Ruka)
Doppiato da: Nozomu Sasaki (ed. giapponese), Luca Semeraro (ed. italiana)
Entra a far parte del Consiglio degli Studenti solo tardi nella serie anime. È il capitano del club di scherma e si considera mentore di Juri, la più talentuosa fra le atlete del suo club. Il colore della sua rosa è il blu.

### Duellisti della Rosa Nera
Kanae Ōtori (鳳 香苗?, Ōtori Kanae)
Doppiata da: Ai Orikasa (ed. giapponese), Tiziana Avarista (film) (ed. italiana)
È la fidanzata di Akio, figlia del preside dell'accademia Ōtori. Nonostante tutti gli sforzi che costantemente fa, non è in alcun modo in grado di intessere un rapporto soddisfacente con Anthy, sua futura cognata.
Kozue Kaoru (薫 梢?, Kaoru Kozue)
Doppiata da: Chieko Honda (ed. giapponese), Cinzia Massironi (serie TV) e Gemma Donati (film) (ed. italiana)
È la sorella gemella di Miki, nei confronti del quale prova un forte sentimento di odio e amore. Da un lato, infatti, Miki è pur sempre suo fratello, dall'altro Kaori si sente messa in ombra dall'immenso talento del gemello al pianoforte, passione che i due condividono.
Shiori Takatsuki (高槻 枝織?, Takatsuki Shiori)
Doppiata da: Kumiko Nishihara (ed. giapponese), Giusy Di Martino (serie TV) e Federica De Bortoli (film) (ed. italiana)
È un'amica di infanzia di Juri. Torna nell'accademia che aveva lasciato anni prima, dopo aver “rubato” a Juri quello che credeva essere il suo fidanzato, e lasciando invece la ragazza in uno stato d'animo devastato.
Mitsuru Tsuwabuki (石路 美蔓?, Tsuwabuki Mitsuru)
Doppiato da: Akiko Yajima (ed. giapponese), Monica Bonetto (ed. italiana)
È il più devoto fan di Nanami. Ossessionato dalla ragazza, molto più grande di lui, desidererebbe per sé le sue attenzioni, cosa questa che lo spingerà a mettere in pericolo la stessa Nanami per poter poi correre in suo soccorso.
Wakaba Shinohara (篠原 若葉?, Shinohara Wakaba)
Doppiata da: Yuka Imai (ed. giapponese), Debora Magnaghi (serie TV) e Domitilla D'Amico (film) (ed. italiana)
È la migliore amica di Utena. Wakaba è una ragazza solare ed estroversa, ma nasconde un profondo complesso di inferiorità che la porta a legarsi alle altre persone per potersi sentire in qualche modo importante.
Keiko Sonoda (苑田 茎子?, Sonoda Keiko)
Doppiata da: Akira Nakagawa (ed. giapponese), Lorella De Luca (ed. italiana)
È una delle ragazze che fanno parte del corteo di Nanami. Innamorata di Tōga, cercherà di uccidere Anthy durante il duello per poter diventare il centro delle attenzioni del ragazzo.
Sōji Mikage (御影 草時?, Mikage Sōji)
Doppiato da: Hikaru Midorikawa (ed. giapponese), Ivo De Palma (ed. italiana)
È il popolare capo del Seminario Mikage, presso l'accademia. Il suo più grande desiderio è quello di uccidere Anthy e di far diventare Sposa della Rosa il gracile Mamiya: è infatti convinto di poter salvare quest'ultimo in quest'unico modo.

### Altri personaggi
Dios (ディオス?, Diosu)
Doppiato da: Hiro Yūki (da adulto) e Kappei Yamaguchi (da bambino) (ed. giapponese), Nicola Bartolini Carrassi (da adulto) e Dania Cericola (da bambino) (ed. italiana)
È il principe che salvò Utena e le donò l'anello con il sigillo delle rose. Esso aveva il compito di proteggere tutte le fanciulle del mondo, ma a causa del maleficio di una strega, fu imprigionato nel castello sospeso nel cielo. Il suo spirito si manifesta nei duelli aiutando Utena a vincere.

## Produzioni
L'originalità ed il successo della saga di Utena sta nell'essere riusciti a realizzare, partendo da presupposti comuni, una serie di storie diverse fra loro e tutte apprezzate dal pubblico.
L'anime di Utena, composto da 39 episodi, fu creato dallo stesso gruppo che aveva lavorato a Sailor Moon, incluso il regista Kunihiko Ikuhara, e lo sceneggiatore Yōji Enokido, meglio noti all'epoca per aver rispettivamente diretto e scritto le serie S e SuperS di Sailor Moon, fra le cinque probabilmente quelle con i temi più maturi e poco adatti ad un pubblico di bambini. Ikuhara, in realtà, iniziò a concepire la saga di Utena fin dal periodo 1991-1992, quando stava lavorando con Jun'ichi Satō per la serie TV Kingyo chūihō!, prodotta dalla Toei Animation; solo tre anni dopo, nel 1995, Ikuhara avrebbe fondato il collettivo Be-Bapas allo scopo di produrre Utena.
Il film Utena la fillette révolutionnaire - The Movie: Apocalisse adolescenziale può essere a suo modo considerato un lavoro a sé stante. Infatti, sebbene in principio la sua struttura ricordi quella della serie televisiva, il finale è totalmente sciolto da ogni vincolo e rappresenta quasi un percorso onirico di liberazione delle due protagoniste, non più semplici amiche, ma evidentemente compagne in chiave yuri.
Per quanto riguarda la produzione teatrale, essa prende il nome di Shōjo kakumei Utena, makai tensei mokushiroku hen, reijin Nirvana raiga ed è da considerarsi a tutti gli effetti un musical incentrato sulle vicende di Utena.

Copertina dell'edizione Dynit di Apocalisse adolescenziale

Il manga seriale è stato scritto da Be-Papas e disegnato da Chiho Saitō, e pubblicato in Italia in 5 volumi dalla Star Comics sulla rivista Kappa Extra; il manga che accompagna il film, realizzato dallo stesso staff, è invece stato pubblicato da Dynit.
Il videogioco Shōjo kakumei Utena: Itsuka kakumeisareru monogatari (少女革命ウテナ いつか革命される物語? lett. "Utena la ragazza rivoluzionaria: La storia di come arriverà la mia rivoluzione"), infine, è ancora una diversa interpretazione dello stesso incipit: il giocatore interpreta una ragazza innominata che per quattro giorni osserva lo svolgimento dei fatti nell'Accademia Ohtori; incontra Utena, Anthy, i vari componenti del Consiglio Studentesco e gli altri personaggi (fra cui una nuova ragazza, la folle e crudele Chigusa Sanjoin). In base alle sue scelte, il giocatore può arrivare ad uno dei dieci finali alternativi disponibili.

## Manga
| Nº                                     | Titolo italiano Giapponese 「Kanji」 - Rōmaji | Data di prima pubblicazione          | Data di prima pubblicazione |
| Nº                                     | Titolo italiano Giapponese 「Kanji」 - Rōmaji | Giapponese                           | Italiano                    |
| La fillette révolutionnaire (5 volumi) | |                                      |                             |
| 1                                      | Utena la fillette révolutionnaire 1 「少女革命ウテナ １」 - Shōjo kakumei Utena 1                                                                  | 20 gennaio 1997 ISBN 4-09-136084-X   | 1º dicembre 1998            |
| 2                                      | Utena la fillette révolutionnaire 2 「少女革命ウテナ ２」 - Shōjo kakumei Utena 2                                                                  | 20 aprile 1997 ISBN 4-09-136085-8    | 1º febbraio 1999            |
| 3                                      | Utena la fillette révolutionnaire 3 「少女革命ウテナ ３」 - Shōjo kakumei Utena 3                                                                  | 20 settembre 1997 ISBN 4-09-136086-6 | 1º aprile 1999              |
| 4                                      | Utena la fillette révolutionnaire 4 「少女革命ウテナ ４」 - Shōjo kakumei Utena 4                                                                  | 20 gennaio 1998 ISBN 4-09-136087-4   | 1º giugno 1999              |
| 5                                      | Utena la fillette révolutionnaire 5 「少女革命ウテナ ５」 - Shōjo kakumei Utena 5                                                                  | 20 maggio 1998 ISBN 4-09-136088-2    | 1º agosto 1999              |
| Apocalisse adolescenziale (1 volume)   | |                                      |                             |
| 1                                      | Utena la fillette révolutionnaire - Apocalisse adolescenziale 「少女革命ウテナ アドゥレセンス黙示録」 - Shōjo kakumei Utena Aduresensu Mokushiroku | 20 settembre 1999 ISBN 4-09-136089-0 | 6 agosto 2003               |

## Anime

### Episodi
Fondamentalmente, la serie anime di Utena è divisa in quattro differenti archi temporali, contraddistinti tutti dai duellanti che Utena deve affrontare per proteggere Anthy.
Tutti i duelli, come da sempre prescritto, si svolgono nell'arena, un'immensa piattaforma sospesa, all'interno del territorio dell'accademia, a cui si può accedere solo attraverso una scalinata a spirale di proporzioni inumane e che è accessibile ai soli duellanti.
All'inizio di ogni duello, la Sposa della Rosa pone sui petti dei duellanti un bocciolo di rosa di colore differente di volta in volta e chi fra i due combattenti riesce a strappare i petali della rosa dell'avversario vince il duello e il controllo della Sposa della Rosa. Tutti i duelli, inoltre, sono all'arma bianca, ovvero i duellanti utilizzano delle spade, delle katane o delle sciabole per combattere.
- Saga del Consiglio Studentesco (Seitokai hen)

Va dal 1º al 13º episodio. Durante questo primo arco temporale, si vede la comparsa di Utena, Anthy e della maggior parte degli altri protagonisti. In questa fase, Utena guadagna suo malgrado il controllo su Anthy e da qui hanno inizio i duelli con gli appartenenti al Consiglio Studentesco dell'accademia che desiderano acquisire il controllo sulla Sposa della Rosa.
- Saga della Rosa Nera (Kurobara hen)

Si estende dal 14º al 24º episodio. Dopo aver contrastato i tentativi dei duellanti del Consiglio Studentesco, Utena deve affrontare un nuovo ostacolo: Sōji Mikage. Spacciandosi per consigliere e confidente, egli usa il suo potere di persuasione e la sua conoscenza della psicologia per spingere le sue vittime ad affrontare Utena, facendo leva sui loro sentimenti più cupi ed inconfessabili. I duellanti inviati da Mikage Sōji contro Utena sono contraddistinti da un anello nero.
Durante quest'arco temporale si vede anche la comparsa di Akio Ōtori.
- Saga di Akio Ōtori (Ōtori Akio hen)

Va dal 25º al 33º episodio. Sconfitti tutti i duellanti della Rosa Nera, Utena deve combattere ancora una volta con gli appartenenti al Consiglio Studentesco. Nello stesso tempo e suo malgrado diventa fulcro di attenzione per Akio Ōtori, da cui viene lentamente sedotta. Questo crea una spaccatura fra lei ed Anthy ed è in questa fase che viene introdotta la relazione incestuosa fra Anthy e Akio, suo fratello.
- Saga della Fine del Mondo (Mokushiroku hen)

Comprende gli episodi finali - dal 34º al 39º - e culmina con il duello fra Utena e Akio, nonché la definitiva liberazione di Anthy dalla sua condizione di schiavitù. Spesso è considerata come l'avvento del Redentore, cui Utena viene paragonata.

### Colonna sonora
Anche la musica ha un ruolo fondamentale in La rivoluzione di Utena, basti pensare al fatto che uno dei personaggi più importanti dell'intera serie, Miki, è un pianista di talento, così come anche sua sorella Kozue.
La colonna sonora de La rivoluzione di Utena è formata da due parti nettamente distinte: i brani di sottofondo, di ispirazione romantica, sono stati composti da Shinkichi Mitsumune, mentre invece le canzoni heavy metal corali che accompagnano i duelli sono state poste in musica da Julius Arnest Seazer, ed alcuni testi sono dello stesso regista Ikuhara.
Fra i vari pezzi, probabilmente il più conosciuto è Zettai unmei mokushiroku (絶対運命黙示録? lett. "L'apocalisse del destino assoluto"), ripetuto ogni qual volta Utena fa il suo ingresso nell'arena dei duellanti.

#### Sigle
In Italia vengono usate le sigle originali.
Sigla di apertura
- Rondo - revolution (輪舞–ｒｅｖｏｌｕｔｉｏｎ?), di Masami Okui

Sigla di chiusura
- truth, di Luca Yumi (ep. 1-24)
- Virtual star hasseigaku (バーチャルスター発生学?), di Maki Kamiya (ep. 25-38)
- Rose&release, di Masami Okui (ep. 39)

## Videogioco
Nel 1998 è stato pubblicato per Sega Saturn ed esclusivamente in Giappone il videogioco Shōjo Kakumei Utena: Itsuka Kakumeisareru Monogatari (少女革命ウテナ いつか革命される物語?) sviluppato e pubblicato dalla SEGA.

## Film
Uscito nelle sale cinematografiche nipponiche il 14 agosto 1999, in Italia il film è stato pubblicato direttamente in DVD da Dynit, dopo essere stato presentato il 17 gennaio 2002 al Future Film Festival.
Il film può essere a suo modo considerato un lavoro a sé stante. Infatti, sebbene in principio la sua struttura ricordi quella della serie televisiva, il finale è totalmente sciolto da ogni vincolo e rappresenta quasi un percorso onirico di liberazione delle due protagoniste, non più semplici amiche, ma evidentemente compagne in chiave yuri.

## Temi
La rappresentazioni di alcuni archetipi molto particolari – come il principe, la principessa e la strega – sono tutti da leggere in chiave simbolica dato il gioco dei generi con cui sono orchestrati: i ruoli canonici sono infatti completamente invertiti rispetto alla normalità, con ad esempio Utena che desidera diventare il principe e non la principessa, o Anthy che pur pacata ed amichevole è legata al concetto della strega. Inoltre alcuni simboli si ripetono in maniera costante, come ad esempio la frase ispirata a Demian di Hermann Hesse.
Bisogna sottolineare che la serie tratta temi molto particolari, spesso delicati e tipici di un lavoro maturo: incesto, omosessualità femminile e maschile, oltre ad evidenti riferimenti ad abusi sessuali, sono solo gli esempi più eclatanti. In ogni caso, tutto questo viene trattato in maniera sempre sfumata, soprattutto nella serie televisiva, per diventare molto più chiaro nel film dove viene esplicitato l'elemento yuri.

## Motivi visivi
Il motivo dominante dell'intera serie è la rosa, che compare più volte, tanto negli anelli dei duellanti, quanto sulle loro divise e come simbolo dell'imminente duello.
Un altro motivo spesso presente è quello dell'ascensore. Esso compare in tutti e tre gli archi temporali: nel primo, viene utilizzato dai membri del Consiglio Studentesco per accedere alla sala privata del Concilio; nel secondo arco assume il ruolo di confessionale in cui Sōji Mikage plagia le sue vittime; nell'ultimo arco è il mezzo di accesso all'arena dei duellanti, e va a sostituire la rampa di scale a forma di spirale.
Anche le automobili sono considerate un elemento simbolico che si ripete durante tutta la serie televisiva e che ritorna anche nel film. Nell'anime TV, in particolare, l'automobile è lo strumento attraverso il quale Akio mostra ai duellanti il Confine del Mondo. Nel film, invece, Utena stessa si trasforma in un'automobile.
Altre considerazioni vanno fatte a proposito del ripetersi di alcune scene che possono essere viste, spesso con minuziosi cambiamenti, in ogni episodio. Ad esempio, l'ingresso di Utena nell'arena è quasi sempre uguale in ogni arco temporale.

## Accoglienza
Retrospettivamente, la rivista Famitsū ha classificato Utena Tenjō come la sedicesima eroina più famosa degli anime degli anni '90.
Liz Adler di CBR.com ha classificato Utena Tenjō come la protagonista più amata degli shōjo.